# Arsenovîci, Kovel
Arsenovîci (în ucraineană Арсеновичі) este un sat în comuna Silțe din raionul Kovel, regiunea Volînia, Ucraina.

## Demografie
Componența lingvistică a localității Arsenovîci
     Ucraineană (100%)
Conform recensământului din 2001, toată populația localității Arsenovîci era vorbitoare de ucraineană (100%).